# Список населённых пунктов Невельского района

## Городские населённые пункты
- Город Невель —  21200 человек (XII. 2000 г.)[1], 18545 (X. 2002 г.), 16324 человек (X. 2010 г.)[2], 15885 человек (I. 2012 г.)[3] —  городское поселение «Невель».

## Сельские населённые пункты
Ниже представлен сортируемый (по столбцам) список сельских населённых пунктов Невельского района Псковской области, распределённых по муниципальным образованиям (волостям) с оценками численности населения сельских населённых пунктов на конец 2000 года и по переписи населения 2002 года.
| #   | #   | деревня              | 2000 г., чел. | 2002 г., чел. | волость                | бывшая волость (до 2005) | бывшая волость (2006-2015) |
| --- | --- | -------------------- | ------------- | ------------- | ---------------------- | ------------------------ | -------------------------- |
| 1   | 1   | Аксёново             | 2             | 0             | Артёмовская волость    | Лобковская волость       | Лобковская волость         |
| 2   | 2   | Акулино              | 18            | 11            | Артёмовская волость    | Артёмовская волость      | Артёмовская волость        |
| 3   | 3   | Антипенки            | 1             | 0             | Артёмовская волость    | Лёховская волость        | Лёховская волость          |
| 4   | 4   | Артёмово             | 154           | 147           | Артёмовская волость    | Артёмовская волость      | Артёмовская волость        |
| 5   | 5   | Бабинские            | 19            | 20            | Артёмовская волость    | Артёмовская волость      | Артёмовская волость        |
| 6   | 6   | Багуры               | 27            | 23            | Артёмовская волость    | Лёховская волость        | Лёховская волость          |
| 7   | 7   | Балаши               | 4             | 8             | Артёмовская волость    | Артёмовская волость      | Артёмовская волость        |
| 8   | 8   | Барсуки              | 7             | 6             | Артёмовская волость    | Лёховская волость        | Лёховская волость          |
| 9   | 9   | Барсуки              | 2             | 0             | Артёмовская волость    | Лобковская волость       | Лобковская волость         |
| 10  | 10  | Белянки              | 0             | 3             | Артёмовская волость    | Артёмовская волость      | Артёмовская волость        |
| 11  | 11  | Блинки               | 12            | 11            | Артёмовская волость    | Лобковская волость       | Лобковская волость         |
| 12  | 12  | Боброво              | 26            | 27            | Артёмовская волость    | Лёховская волость        | Лёховская волость          |
| 13  | 13  | Бойково              | 8             | 4             | Артёмовская волость    | Артёмовская волость      | Артёмовская волость        |
| 14  | 14  | Большая Будница      | 81            | 54            | Артёмовская волость    | Лёховская волость        | Лёховская волость          |
| 15  | 15  | Борисово             | 3             | 3             | Артёмовская волость    | Лобковская волость       | Лобковская волость         |
| 16  | 16  | Борки                | 352           | 407           | Артёмовская волость    | Артёмовская волость      | Артёмовская волость        |
| 17  | 17  | Борок                | 0             | 0             | Артёмовская волость    | Лобковская волость       | Лобковская волость         |
| 18  | 18  | Бугры                | 11            | 6             | Артёмовская волость    | Артёмовская волость      | Артёмовская волость        |
| 19  | 19  | Буслайково           | 2             | 2             | Артёмовская волость    | Артёмовская волость      | Артёмовская волость        |
| 20  | 20  | Ващеничино           | 1             | 1             | Артёмовская волость    | Артёмовская волость      | Артёмовская волость        |
| 21  | 21  | Вологино             | 25            | 18            | Артёмовская волость    | Артёмовская волость      | Артёмовская волость        |
| 22  | 22  | Волчьи Горы          | 51            | 30            | Артёмовская волость    | Лёховская волость        | Лёховская волость          |
| 23  | 23  | Высоцкие             | 21            | 18            | Артёмовская волость    | Лобковская волость       | Лобковская волость         |
| 24  | 24  | Герасимово           | 19            | 17            | Артёмовская волость    | Артёмовская волость      | Артёмовская волость        |
| 25  | 25  | Горки                | 3             | 2             | Артёмовская волость    | Лобковская волость       | Лобковская волость         |
| 26  | 26  | Городище             | 50            | 47            | Артёмовская волость    | Артёмовская волость      | Артёмовская волость        |
| 27  | 27  | Гришково             | 71            | 112           | Артёмовская волость    | Артёмовская волость      | Артёмовская волость        |
| 28  | 28  | Гусево               | 4             | 5             | Артёмовская волость    | Артёмовская волость      | Артёмовская волость        |
| 29  | 29  | Днико                | 18            | 19            | Артёмовская волость    | Лёховская волость        | Лёховская волость          |
| 30  | 30  | Дубище               | 113           | 93            | Артёмовская волость    | Артёмовская волость      | Артёмовская волость        |
| 31  | 31  | Дубно-1              | 3             | 3             | Артёмовская волость    | Лобковская волость       | Лобковская волость         |
| 32  | 32  | Дубокрай             | 53            | 33            | Артёмовская волость    | Лёховская волость        | Лёховская волость          |
| 33  | 33  | Дятлинка             | 2             | 0             | Артёмовская волость    | Артёмовская волость      | Артёмовская волость        |
| 34  | 34  | Еменец               | 44            | 42            | Артёмовская волость    | Лобковская волость       | Лобковская волость         |
| 35  | 35  | Еськино              | 14            | 12            | Артёмовская волость    | Лобковская волость       | Лобковская волость         |
| 36  | 36  | Желуды               | 11            | 12            | Артёмовская волость    | Лобковская волость       | Лобковская волость         |
| 37  | 37  | Жуково               | 7             | 5             | Артёмовская волость    | Артёмовская волость      | Артёмовская волость        |
| 38  | 38  | Завережье, станция   | 13            | 9             | Артёмовская волость    | Артёмовская волость      | Артёмовская волость        |
| 39  | 39  | Зеленые Луги         | 4             | 2             | Артёмовская волость    | Артёмовская волость      | Артёмовская волость        |
| 40  | 40  | Зеленьки             | 11            | 12            | Артёмовская волость    | Артёмовская волость      | Артёмовская волость        |
| 41  | 41  | Зубарево             | 4             | 5             | Артёмовская волость    | Артёмовская волость      | Артёмовская волость        |
| 42  | 42  | Зуи                  | 58            | 40            | Артёмовская волость    | Лобковская волость       | Лобковская волость         |
| 43  | 43  | Исаково              | 1             | 2             | Артёмовская волость    | Лёховская волость        | Лёховская волость          |
| 44  | 44  | Каверзы              | 10            | 6             | Артёмовская волость    | Артёмовская волость      | Артёмовская волость        |
| 45  | 45  | Казаково             | 16            | 16            | Артёмовская волость    | Лёховская волость        | Лёховская волость          |
| 46  | 46  | Каралиновка          | 23            | 19            | Артёмовская волость    | Артёмовская волость      | Артёмовская волость        |
| 47  | 47  | Козлово              | 64            | 52            | Артёмовская волость    | Лобковская волость       | Лобковская волость         |
| 48  | 48  | Козлово              | 17            | 13            | Артёмовская волость    | Лобковская волость       | Лобковская волость         |
| 49  | 49  | Козлы                | 8             | 8             | Артёмовская волость    | Лобковская волость       | Лобковская волость         |
| 50  | 50  | Косенково            | 58            | 56            | Артёмовская волость    | Лобковская волость       | Лобковская волость         |
| 51  | 51  | Кошелёво             | 213           | 165           | Артёмовская волость    | Артёмовская волость      | Артёмовская волость        |
| 52  | 52  | Крутелево            | 11            | 14            | Артёмовская волость    | Лёховская волость        | Лёховская волость          |
| 53  | 53  | Кудрявцы             | 18            | 12            | Артёмовская волость    | Артёмовская волость      | Артёмовская волость        |
| 54  | 54  | Лазовики             | 19            | 20            | Артёмовская волость    | Артёмовская волость      | Артёмовская волость        |
| 55  | 55  | Ласкатухино          | 2             | 0             | Артёмовская волость    | Лёховская волость        | Лёховская волость          |
| 56  | 56  | Лемеши               | 16            | 22            | Артёмовская волость    | Лобковская волость       | Лобковская волость         |
| 57  | 57  | Леоново              | 21            | 20            | Артёмовская волость    | Артёмовская волость      | Артёмовская волость        |
| 58  | 58  | Лёхово               | 435           | 361           | Артёмовская волость    | Лёховская волость        | Лёховская волость          |
| 59  | 59  | Лобок                | 133           | 100           | Артёмовская волость    | Лобковская волость       | Лобковская волость         |
| 60  | 60  | Локтево              | 14            | 11            | Артёмовская волость    | Артёмовская волость      | Артёмовская волость        |
| 61  | 61  | Луговое              | 12            | 10            | Артёмовская волость    | Артёмовская волость      | Артёмовская волость        |
| 62  | 62  | Лукашово             | 8             | 11            | Артёмовская волость    | Артёмовская волость      | Артёмовская волость        |
| 63  | 63  | Макары               | 12            | 13            | Артёмовская волость    | Лобковская волость       | Лобковская волость         |
| 64  | 64  | Малая Будница        | 18            | 19            | Артёмовская волость    | Лёховская волость        | Лёховская волость          |
| 65  | 65  | Маслюки              | 23            | 22            | Артёмовская волость    | Лобковская волость       | Лобковская волость         |
| 66  | 66  | Мачулище             | 0             | 0             | Артёмовская волость    | Лобковская волость       | Лобковская волость         |
| 67  | 67  | Медведково           | 2             | 2             | Артёмовская волость    | Артёмовская волость      | Артёмовская волость        |
| 68  | 68  | Мигушино             | 103           | 125           | Артёмовская волость    | Артёмовская волость      | Артёмовская волость        |
| 69  | 69  | Мисники              | 15            | 11            | Артёмовская волость    | Лобковская волость       | Лобковская волость         |
| 70  | 70  | Моржино              | 11            | 8             | Артёмовская волость    | Лобковская волость       | Лобковская волость         |
| 71  | 71  | Морочево             | 2             | 2             | Артёмовская волость    | Лобковская волость       | Лобковская волость         |
| 72  | 72  | Мошенино             | 97            | 100           | Артёмовская волость    | Артёмовская волость      | Артёмовская волость        |
| 73  | 73  | Мыленки              | 47            | 38            | Артёмовская волость    | Лобковская волость       | Лобковская волость         |
| 74  | 74  | Некунец              | 3             | 1             | Артёмовская волость    | Лёховская волость        | Лёховская волость          |
| 75  | 75  | Осетище              | 15            | 21            | Артёмовская волость    | Лобковская волость       | Лобковская волость         |
| 76  | 76  | Осетки               | 16            | 13            | Артёмовская волость    | Артёмовская волость      | Артёмовская волость        |
| 77  | 77  | Осиновка             | 7             | 7             | Артёмовская волость    | Лобковская волость       | Лобковская волость         |
| 78  | 78  | Остров               | 8             | 6             | Артёмовская волость    | Артёмовская волость      | Артёмовская волость        |
| 79  | 79  | Палкино              | 17            | 14            | Артёмовская волость    | Лобковская волость       | Лобковская волость         |
| 80  | 80  | Пахлово              | 13            | 10            | Артёмовская волость    | Лёховская волость        | Лёховская волость          |
| 81  | 81  | Пестрики             | 7             | 3             | Артёмовская волость    | Лёховская волость        | Лёховская волость          |
| 82  | 82  | Политыки             | 6             | 6             | Артёмовская волость    | Артёмовская волость      | Артёмовская волость        |
| 83  | 83  | Рыбаково             | 3             | 2             | Артёмовская волость    | Артёмовская волость      | Артёмовская волость        |
| 84  | 84  | Рыжаки               | 6             | 6             | Артёмовская волость    | Лобковская волость       | Лобковская волость         |
| 85  | 85  | Рыжесиденье          | 12            | 6             | Артёмовская волость    | Лёховская волость        | Лёховская волость          |
| 86  | 86  | Семёновка            | 7             | 4             | Артёмовская волость    | Лобковская волость       | Лобковская волость         |
| 87  | 87  | Смольники            | 4             | 0             | Артёмовская волость    | Лобковская волость       | Лобковская волость         |
| 88  | 88  | Созыкино             | 6             | 4             | Артёмовская волость    | Артёмовская волость      | Артёмовская волость        |
| 89  | 89  | Соколы               | 0             | 0             | Артёмовская волость    | Артёмовская волость      | Артёмовская волость        |
| 90  | 90  | Сороки               | 117           | 109           | Артёмовская волость    | Лобковская волость       | Лобковская волость         |
| 91  | 91  | Спичино              | 2             | 0             | Артёмовская волость    | Артёмовская волость      | Артёмовская волость        |
| 92  | 92  | Стабурово            | 12            | 11            | Артёмовская волость    | Лобковская волость       | Лобковская волость         |
| 93  | 93  | Стайкино             | 25            | 26            | Артёмовская волость    | Артёмовская волость      | Артёмовская волость        |
| 94  | 94  | Степаньково          | 63            | 63            | Артёмовская волость    | Артёмовская волость      | Артёмовская волость        |
| 95  | 95  | Столбово             | 16            | 18            | Артёмовская волость    | Артёмовская волость      | Артёмовская волость        |
| 96  | 96  | Тарасово             | 5             | 6             | Артёмовская волость    | Артёмовская волость      | Артёмовская волость        |
| 97  | 97  | Телешово             | 32            | 22            | Артёмовская волость    | Артёмовская волость      | Артёмовская волость        |
| 98  | 98  | Терпилово            | 2             | 1             | Артёмовская волость    | Лобковская волость       | Лобковская волость         |
| 99  | 99  | Тимофеевка           | 40            | 34            | Артёмовская волость    | Артёмовская волость      | Артёмовская волость        |
| 100 | 100 | Тычкино              | 2             | 2             | Артёмовская волость    | Артёмовская волость      | Артёмовская волость        |
| 101 | 101 | Усово                | 246           | 187           | Артёмовская волость    | Лобковская волость       | Лобковская волость         |
| 102 | 102 | Фролово              | 26            | 29            | Артёмовская волость    | Лёховская волость        | Лёховская волость          |
| 103 | 103 | Хотешино             | 12            | 9             | Артёмовская волость    | Лёховская волость        | Лёховская волость          |
| 104 | 104 | Худоярово            | 19            | 15            | Артёмовская волость    | Лобковская волость       | Лобковская волость         |
| 105 | 105 | Чёрный Двор          | 10            | 11            | Артёмовская волость    | Артёмовская волость      | Артёмовская волость        |
| 106 | 106 | Черняи               | 17            | 21            | Артёмовская волость    | Лобковская волость       | Лобковская волость         |
| 107 | 107 | Чупрово              | 8             | 11            | Артёмовская волость    | Артёмовская волость      | Артёмовская волость        |
| 108 | 108 | Шеляково             | 72            | 60            | Артёмовская волость    | Лобковская волость       | Лобковская волость         |
| 109 | 109 | Шерстино             | 0             | 0             | Артёмовская волость    | Лобковская волость       | Лобковская волость         |
| 110 | 110 | Шесто                | 13            | 11            | Артёмовская волость    | Лобковская волость       | Лобковская волость         |
| 111 | 111 | Ярошки               | 21            | 13            | Артёмовская волость    | Артёмовская волость      | Артёмовская волость        |
| 112 | 1   | Авдейково            | 8             | 10            | Ивановская волость     | Щербинская волость       | Ивановская волость         |
| 113 | 2   | Бараново             | 3             | 2             | Ивановская волость     | Щербинская волость       | Ивановская волость         |
| 114 | 3   | Березово             | 7             | 6             | Ивановская волость     | Ивановская волость       | Ивановская волость         |
| 115 | 4   | Боброво              | 3             | 4             | Ивановская волость     | Голубоозерская волость   | Голубоозерская волость     |
| 116 | 5   | Бойдолово            | 13            | 11            | Ивановская волость     | Ивановская волость       | Ивановская волость         |
| 117 | 6   | Борисково            | 9             | 4             | Ивановская волость     | Ивановская волость       | Ивановская волость         |
| 118 | 7   | Боровички            | 0             | 0             | Ивановская волость     | Щербинская волость       | Ивановская волость         |
| 119 | 8   | Бородино             | 2             | 5             | Ивановская волость     | Голубоозерская волость   | Голубоозерская волость     |
| 120 | 9   | Бусулаево            | 2             | 1             | Ивановская волость     | Ивановская волость       | Ивановская волость         |
| 121 | 10  | Васильки             | 14            | 21            | Ивановская волость     | Голубоозерская волость   | Голубоозерская волость     |
| 122 | 11  | Ваулино              | 6             | 7             | Ивановская волость     | Ивановская волость       | Ивановская волость         |
| 123 | 12  | Верхитно             | 2             | 1             | Ивановская волость     | Ивановская волость       | Ивановская волость         |
| 124 | 13  | Власково             | 7             | 6             | Ивановская волость     | Щербинская волость       | Ивановская волость         |
| 125 | 14  | Воробьево            | 6             | 7             | Ивановская волость     | Щербинская волость       | Ивановская волость         |
| 126 | 15  | Голобово             | 1             | 1             | Ивановская волость     | Щербинская волость       | Ивановская волость         |
| 127 | 16  | Голодница            | 1             | 6             | Ивановская волость     | Ивановская волость       | Ивановская волость         |
| 128 | 17  | Гололобы             | 77            | 66            | Ивановская волость     | Голубоозерская волость   | Голубоозерская волость     |
| 129 | 18  | Голубы               | 0             | 0             | Ивановская волость     | Щербинская волость       | Ивановская волость         |
| 130 | 19  | Горушка              | 4             | 4             | Ивановская волость     | Щербинская волость       | Ивановская волость         |
| 131 | 20  | Горушки              | 8             | 4             | Ивановская волость     | Ивановская волость       | Ивановская волость         |
| 132 | 21  | Горушки, станция     | 79            | 41            | Ивановская волость     | Ивановская волость       | Ивановская волость         |
| 133 | 22  | Гостилово            | 28            | 23            | Ивановская волость     | Голубоозерская волость   | Голубоозерская волость     |
| 134 | 23  | Даркино              | 1             | 0             | Ивановская волость     | Голубоозерская волость   | Голубоозерская волость     |
| 135 | 24  | Дёгтево              | 25            | 19            | Ивановская волость     | Ивановская волость       | Ивановская волость         |
| 136 | 25  | Друганово            | 3             | 2             | Ивановская волость     | Ивановская волость       | Ивановская волость         |
| 137 | 26  | Емельяниха           | 2             | 0             | Ивановская волость     | Щербинская волость       | Ивановская волость         |
| 138 | 27  | Ермаки               | 7             | 8             | Ивановская волость     | Голубоозерская волость   | Голубоозерская волость     |
| 139 | 28  | Журы                 | 12            | 12            | Ивановская волость     | Голубоозерская волость   | Голубоозерская волость     |
| 140 | 29  | Заиванье             | 9             | 22            | Ивановская волость     | Щербинская волость       | Ивановская волость         |
| 141 | 30  | Заньково             | 4             | 8             | Ивановская волость     | Щербинская волость       | Ивановская волость         |
| 142 | 31  | Запросы              | 1             | 2             | Ивановская волость     | Щербинская волость       | Ивановская волость         |
| 143 | 32  | Зуи                  | 6             | 6             | Ивановская волость     | Голубоозерская волость   | Голубоозерская волость     |
| 144 | 33  | Иваново              | 308           | 302           | Ивановская волость     | Ивановская волость       | Ивановская волость         |
| 145 | 34  | Игнатково            | 11            | 10            | Ивановская волость     | Ивановская волость       | Ивановская волость         |
| 146 | 35  | Изоча                | 23            | 19            | Ивановская волость     | Щербинская волость       | Ивановская волость         |
| 147 | 36  | Карулино             | 4             | 3             | Ивановская волость     | Щербинская волость       | Ивановская волость         |
| 148 | 37  | Кисели               | 11            | 5             | Ивановская волость     | Голубоозерская волость   | Голубоозерская волость     |
| 149 | 38  | Кожемячкино          | 1             | 4             | Ивановская волость     | Щербинская волость       | Ивановская волость         |
| 150 | 39  | Козлово              | 4             | 2             | Ивановская волость     | Ивановская волость       | Ивановская волость         |
| 151 | 40  | Кокорево             | 2             | 1             | Ивановская волость     | Ивановская волость       | Ивановская волость         |
| 152 | 41  | Колесниково          | 6             | 3             | Ивановская волость     | Ивановская волость       | Ивановская волость         |
| 153 | 42  | Колки                | 17            | 16            | Ивановская волость     | Ивановская волость       | Ивановская волость         |
| 154 | 43  | Колпино              | 32            | 33            | Ивановская волость     | Ивановская волость       | Ивановская волость         |
| 155 | 44  | Коровчино            | 2             | 1             | Ивановская волость     | Щербинская волость       | Ивановская волость         |
| 156 | 45  | Корсаково            | 14            | 15            | Ивановская волость     | Щербинская волость       | Ивановская волость         |
| 157 | 46  | Красный Посёлок      | 130           | 115           | Ивановская волость     | Голубоозерская волость   | Голубоозерская волость     |
| 158 | 47  | Кривоносово          | 1             | 0             | Ивановская волость     | Ивановская волость       | Ивановская волость         |
| 159 | 48  | Крупевицы            | 105           | 78            | Ивановская волость     | Голубоозерская волость   | Голубоозерская волость     |
| 160 | 49  | Кубланово            | 3             | 3             | Ивановская волость     | Ивановская волость       | Ивановская волость         |
| 161 | 50  | Кудиново             | 6             | 4             | Ивановская волость     | Щербинская волость       | Ивановская волость         |
| 162 | 51  | Куракино             | 37            | 29            | Ивановская волость     | Ивановская волость       | Ивановская волость         |
| 163 | 52  | Кухарево             | 73            | 77            | Ивановская волость     | Ивановская волость       | Ивановская волость         |
| 164 | 53  | Лахны                | 6             | 5             | Ивановская волость     | Ивановская волость       | Ивановская волость         |
| 165 | 54  | Лежоново             | 20            | 18            | Ивановская волость     | Щербинская волость       | Ивановская волость         |
| 166 | 55  | Леонцево             | 9             | 10            | Ивановская волость     | Голубоозерская волость   | Голубоозерская волость     |
| 167 | 56  | Лобачево             | 19            | 27            | Ивановская волость     | Щербинская волость       | Ивановская волость         |
| 168 | 57  | Ломижено             | 2             | 3             | Ивановская волость     | Голубоозерская волость   | Голубоозерская волость     |
| 169 | 58  | Макулино             | 1             | 7             | Ивановская волость     | Щербинская волость       | Ивановская волость         |
| 170 | 59  | Марьино              | 21            | 25            | Ивановская волость     | Ивановская волость       | Ивановская волость         |
| 171 | 60  | Мацкевичи            | 1             | 4             | Ивановская волость     | Ивановская волость       | Ивановская волость         |
| 172 | 61  | Межуево              |               | 0             | Ивановская волость     | Голубоозерская волость   | Голубоозерская волость     |
| 173 | 62  | Мичиновка            | 8             | 6             | Ивановская волость     | Щербинская волость       | Ивановская волость         |
| 174 | 63  | Мосеево              | 8             | 7             | Ивановская волость     | Голубоозерская волость   | Голубоозерская волость     |
| 175 | 64  | Новая Изоча          | 2             | 0             | Ивановская волость     | Голубоозерская волость   | Голубоозерская волость     |
| 176 | 65  | Нощино               |               | 18            | Ивановская волость     | Щербинская волость       | Ивановская волость         |
| 177 | 66  | Обухово              | 3             | 3             | Ивановская волость     | Ивановская волость       | Ивановская волость         |
| 178 | 67  | Опухлики             | 258           | 386           | Ивановская волость     | Голубоозерская волость   | Голубоозерская волость     |
| 179 | 68  | Опухлики-2           | 90            |               | Ивановская волость     | Голубоозерская волость   | Голубоозерская волость     |
| 180 | 69  | Паникли              | 43            | 30            | Ивановская волость     | Голубоозерская волость   | Голубоозерская волость     |
| 181 | 70  | Паново               | 16            | 18            | Ивановская волость     | Ивановская волость       | Ивановская волость         |
| 182 | 71  | Пересеченки          | 1             | 0             | Ивановская волость     | Ивановская волость       | Ивановская волость         |
| 183 | 72  | Песок                | 3             | 9             | Ивановская волость     | Ивановская волость       | Ивановская волость         |
| 184 | 73  | Петрово              | 3             | 1             | Ивановская волость     | Ивановская волость       | Ивановская волость         |
| 185 | 74  | Плескушино           | 9             | 8             | Ивановская волость     | Ивановская волость       | Ивановская волость         |
| 186 | 75  | Поварни              | 7             | 10            | Ивановская волость     | Щербинская волость       | Ивановская волость         |
| 187 | 76  | Подлужье             | 7             | 4             | Ивановская волость     | Голубоозерская волость   | Голубоозерская волость     |
| 188 | 77  | Поздняково           | 15            | 9             | Ивановская волость     | Ивановская волость       | Ивановская волость         |
| 189 | 78  | Попки                | 8             | 4             | Ивановская волость     | Щербинская волость       | Ивановская волость         |
| 190 | 79  | Пруд                 | 18            | 18            | Ивановская волость     | Щербинская волость       | Ивановская волость         |
| 191 | 80  | Прудок               | 9             | 11            | Ивановская волость     | Голубоозерская волость   | Голубоозерская волость     |
| 192 | 81  | Пукино               | 5             | 5             | Ивановская волость     | Ивановская волость       | Ивановская волость         |
| 193 | 82  | Ровное               | 3             | 0             | Ивановская волость     | Щербинская волость       | Ивановская волость         |
| 194 | 83  | Рудня                | 25            | 28            | Ивановская волость     | Голубоозерская волость   | Голубоозерская волость     |
| 195 | 84  | Рыкалево             | 198           | 153           | Ивановская волость     | Ивановская волость       | Ивановская волость         |
| 196 | 85  | Сапуны               | 2             | 2             | Ивановская волость     | Щербинская волость       | Ивановская волость         |
| 197 | 86  | Семёново             | 10            | 8             | Ивановская волость     | Голубоозерская волость   | Голубоозерская волость     |
| 198 | 87  | Сеньково             | 19            | 18            | Ивановская волость     | Голубоозерская волость   | Голубоозерская волость     |
| 199 | 88  | Сеньково             | 5             | 17            | Ивановская волость     | Ивановская волость       | Ивановская волость         |
| 200 | 89  | Сереброво            | 24            | 23            | Ивановская волость     | Ивановская волость       | Ивановская волость         |
| 201 | 90  | Сидорово             | 13            | 6             | Ивановская волость     | Голубоозерская волость   | Голубоозерская волость     |
| 202 | 91  | Смыки                | 15            | 12            | Ивановская волость     | Голубоозерская волость   | Голубоозерская волость     |
| 203 | 92  | Сорочино             | 10            | 12            | Ивановская волость     | Щербинская волость       | Ивановская волость         |
| 204 | 93  | Спасс-Балаздынь      | 54            | 42            | Ивановская волость     | Голубоозерская волость   | Голубоозерская волость     |
| 205 | 94  | Станки               | 7             | 5             | Ивановская волость     | Голубоозерская волость   | Голубоозерская волость     |
| 206 | 95  | Станки               | 0             |               | Ивановская волость     | Щербинская волость       | Ивановская волость         |
| 207 | 96  | Староселье           | 8             | 4             | Ивановская волость     | Щербинская волость       | Ивановская волость         |
| 208 | 97  | Старые Караваи       | 7             | 4             | Ивановская волость     | Ивановская волость       | Ивановская волость         |
| 209 | 98  | Стефаново            | 1             | 6             | Ивановская волость     | Щербинская волость       | Ивановская волость         |
| 210 | 99  | Стуколово            | 14            | 21            | Ивановская волость     | Голубоозерская волость   | Голубоозерская волость     |
| 211 | 100 | Сушнево              | 1             | 1             | Ивановская волость     | Щербинская волость       | Ивановская волость         |
| 212 | 101 | Сыроквашино          | 80            | 80            | Ивановская волость     | Ивановская волость       | Ивановская волость         |
| 213 | 102 | Татырино             | 32            | 29            | Ивановская волость     | Щербинская волость       | Ивановская волость         |
| 214 | 103 | Тетерьки             | 1             | 2             | Ивановская волость     | Щербинская волость       | Ивановская волость         |
| 215 | 104 | Точино               | 5             | 6             | Ивановская волость     | Щербинская волость       | Ивановская волость         |
| 216 | 105 | Трушково             | 13            | 13            | Ивановская волость     | Щербинская волость       | Ивановская волость         |
| 217 | 106 | Урывково             | 14            | 14            | Ивановская волость     | Голубоозерская волость   | Голубоозерская волость     |
| 218 | 107 | Червяцово            | 3             | 2             | Ивановская волость     | Щербинская волость       | Ивановская волость         |
| 219 | 108 | Череухино            | 12            | 16            | Ивановская волость     | Голубоозерская волость   | Голубоозерская волость     |
| 220 | 109 | Черноносы            | 5             | 7             | Ивановская волость     | Голубоозерская волость   | Голубоозерская волость     |
| 221 | 110 | Чернуха              | 178           | 130           | Ивановская волость     | Голубоозерская волость   | Голубоозерская волость     |
| 222 | 111 | Чижевщина            | 324           | 268           | Ивановская волость     | Голубоозерская волость   | Голубоозерская волость     |
| 223 | 112 | Чупрово              | 6             | 4             | Ивановская волость     | Голубоозерская волость   | Голубоозерская волость     |
| 224 | 113 | Чупрово              | 4             | 3             | Ивановская волость     | Щербинская волость       | Ивановская волость         |
| 225 | 114 | Шапчино              | 15            | 9             | Ивановская волость     | Щербинская волость       | Ивановская волость         |
| 226 | 115 | Шарино               | 11            | 8             | Ивановская волость     | Ивановская волость       | Ивановская волость         |
| 227 | 116 | Шишкин Бор           | 15            | 12            | Ивановская волость     | Голубоозерская волость   | Голубоозерская волость     |
| 228 | 117 | Щербино              | 293           | 244           | Ивановская волость     | Щербинская волость       | Ивановская волость         |
| 229 | 1   | Авинище              | 8             | 8             | Плисская волость       | Плисская волость         | Плисская волость           |
| 230 | 2   | Акулино              | 2             | 1             | Плисская волость       | Плисская волость         | Плисская волость           |
| 231 | 3   | Аляблево             | 18            | 18            | Плисская волость       | Плисская волость         | Плисская волость           |
| 232 | 4   | Антропово            | 3             | 3             | Плисская волость       | Плисская волость         | Плисская волость           |
| 233 | 5   | Артёмово             | 7             | 3             | Плисская волость       | Ловецкая волость         | Плисская волость           |
| 234 | 6   | Балакирево           | 11            | 8             | Плисская волость       | Плисская волость         | Плисская волость           |
| 235 | 7   | Барканы              | 81            | 69            | Плисская волость       | Плисская волость         | Плисская волость           |
| 236 | 8   | Боканово             | 13            | 9             | Плисская волость       | Плисская волость         | Плисская волость           |
| 237 | 9   | Борьково             | 13            | 8             | Плисская волость       | Плисская волость         | Плисская волость           |
| 238 | 10  | Васильково           | 12            | 7             | Плисская волость       | Плисская волость         | Плисская волость           |
| 239 | 11  | Васьково             | 10            | 5             | Плисская волость       | Плисская волость         | Плисская волость           |
| 240 | 12  | Великое Село         | 28            | 39            | Плисская волость       | Ловецкая волость         | Плисская волость           |
| 241 | 13  | Веселки              | 13            | 10            | Плисская волость       | Ловецкая волость         | Плисская волость           |
| 242 | 14  | Видусово             | 51            | 41            | Плисская волость       | Ловецкая волость         | Плисская волость           |
| 243 | 15  | Водача-2             | 5             | 10            | Плисская волость       | Плисская волость         | Плисская волость           |
| 244 | 16  | Горнево              | 13            | 16            | Плисская волость       | Плисская волость         | Плисская волость           |
| 245 | 17  | Городище             | 3             | 3             | Плисская волость       | Ловецкая волость         | Плисская волость           |
| 246 | 18  | Грибали              | 4             | 0             | Плисская волость       | Плисская волость         | Плисская волость           |
| 247 | 19  | Грибно               | 5             | 4             | Плисская волость       | Плисская волость         | Плисская волость           |
| 248 | 20  | Гулилово             | 4             | 5             | Плисская волость       | Плисская волость         | Плисская волость           |
| 249 | 21  | Дедов Камень         | 13            | 5             | Плисская волость       | Ловецкая волость         | Плисская волость           |
| 250 | 22  | Ефимовщина           | 2             | 1             | Плисская волость       | Ловецкая волость         | Плисская волость           |
| 251 | 23  | Жевлачево            | 2             | 1             | Плисская волость       | Плисская волость         | Плисская волость           |
| 252 | 24  | Жерстивицы           | 11            | 11            | Плисская волость       | Плисская волость         | Плисская волость           |
| 253 | 25  | Заборовье            | 4             | 3             | Плисская волость       | Плисская волость         | Плисская волость           |
| 254 | 26  | Залежи               | 0             | 1             | Плисская волость       | Ловецкая волость         | Плисская волость           |
| 255 | 27  | Залонье              | 1             | 7             | Плисская волость       | Ловецкая волость         | Плисская волость           |
| 256 | 28  | Заручевье            | 7             | 4             | Плисская волость       | Ловецкая волость         | Плисская волость           |
| 257 | 29  | Змеино               | 64            | 69            | Плисская волость       | Плисская волость         | Плисская волость           |
| 258 | 30  | Ивлево               | 12            | 7             | Плисская волость       | Плисская волость         | Плисская волость           |
| 259 | 31  | Игнашово             | 13            | 13            | Плисская волость       | Плисская волость         | Плисская волость           |
| 260 | 32  | Казенные Лешни       | 9             | 12            | Плисская волость       | Ловецкая волость         | Плисская волость           |
| 261 | 33  | Карабаново           | 29            | 25            | Плисская волость       | Плисская волость         | Плисская волость           |
| 262 | 34  | Караваи              | 14            | 12            | Плисская волость       | Ловецкая волость         | Плисская волость           |
| 263 | 35  | Караси               | 7             | 6             | Плисская волость       | Плисская волость         | Плисская волость           |
| 264 | 36  | Киселево             | 36            | 29            | Плисская волость       | Ловецкая волость         | Плисская волость           |
| 265 | 37  | Клиновое             | 2             | 0             | Плисская волость       | Ловецкая волость         | Плисская волость           |
| 266 | 38  | Коковино             | 14            | 10            | Плисская волость       | Плисская волость         | Плисская волость           |
| 267 | 39  | Колоничено           | 27            | 17            | Плисская волость       | Плисская волость         | Плисская волость           |
| 268 | 40  | Королево             | 4             | 4             | Плисская волость       | Плисская волость         | Плисская волость           |
| 269 | 41  | Косилово             | 18            | 20            | Плисская волость       | Плисская волость         | Плисская волость           |
| 270 | 42  | Коськово             | 43            | 46            | Плисская волость       | Плисская волость         | Плисская волость           |
| 271 | 43  | Кривицы              | 7             | 5             | Плисская волость       | Ловецкая волость         | Плисская волость           |
| 272 | 44  | Кузьмино             | 21            | 22            | Плисская волость       | Плисская волость         | Плисская волость           |
| 273 | 45  | Кулево               | 1             | 2             | Плисская волость       | Плисская волость         | Плисская волость           |
| 274 | 46  | Лашково              | 4             | 4             | Плисская волость       | Ловецкая волость         | Плисская волость           |
| 275 | 47  | Липовки              | 1             | 0             | Плисская волость       | Ловецкая волость         | Плисская волость           |
| 276 | 48  | Ловец                | 117           | 102           | Плисская волость       | Ловецкая волость         | Плисская волость           |
| 277 | 49  | Лутище               | 23            | 24            | Плисская волость       | Плисская волость         | Плисская волость           |
| 278 | 50  | Мамонькино           | 1             | 1             | Плисская волость       | Плисская волость         | Плисская волость           |
| 279 | 51  | Мишово               | 8             | 8             | Плисская волость       | Плисская волость         | Плисская волость           |
| 280 | 52  | Морозово             | 11            | 8             | Плисская волость       | Ловецкая волость         | Плисская волость           |
| 281 | 53  | Мосеево              | 36            | 36            | Плисская волость       | Плисская волость         | Плисская волость           |
| 282 | 54  | Нивье                | 1             | 3             | Плисская волость       | Плисская волость         | Плисская волость           |
| 283 | 55  | Никоново             | 14            | 10            | Плисская волость       | Ловецкая волость         | Плисская волость           |
| 284 | 56  | Носково              | 15            | 12            | Плисская волость       | Ловецкая волость         | Плисская волость           |
| 285 | 57  | Осетки               | 7             | 10            | Плисская волость       | Ловецкая волость         | Плисская волость           |
| 286 | 58  | Осиновка             | 6             | 10            | Плисская волость       | Плисская волость         | Плисская волость           |
| 287 | 59  | Осташково            | 5             | 6             | Плисская волость       | Ловецкая волость         | Плисская волость           |
| 288 | 60  | Острилово            | 14            | 15            | Плисская волость       | Плисская волость         | Плисская волость           |
| 289 | 61  | Остров               | 13            | 6             | Плисская волость       | Плисская волость         | Плисская волость           |
| 290 | 62  | Павлючки             | 18            | 17            | Плисская волость       | Плисская волость         | Плисская волость           |
| 291 | 63  | Перебоево            | 196           | 168           | Плисская волость       | Плисская волость         | Плисская волость           |
| 292 | 64  | Пищиково             | 1             | 3             | Плисская волость       | Плисская волость         | Плисская волость           |
| 293 | 65  | Плиссы               | 290           | 272           | Плисская волость       | Плисская волость         | Плисская волость           |
| 294 | 66  | Погребище            | 35            | 33            | Плисская волость       | Ловецкая волость         | Плисская волость           |
| 295 | 67  | Поздноево            | 55            | 55            | Плисская волость       | Плисская волость         | Плисская волость           |
| 296 | 68  | Попадьино            | 15            | 21            | Плисская волость       | Плисская волость         | Плисская волость           |
| 297 | 69  | Пруды                | 2             | 0             | Плисская волость       | Плисская волость         | Плисская волость           |
| 298 | 70  | Репище               | 8             | 5             | Плисская волость       | Плисская волость         | Плисская волость           |
| 299 | 71  | Ровное               | 16            | 13            | Плисская волость       | Плисская волость         | Плисская волость           |
| 300 | 72  | Рудицы               | 2             | 2             | Плисская волость       | Ловецкая волость         | Плисская волость           |
| 301 | 73  | Рыкшино              | 8             | 8             | Плисская волость       | Плисская волость         | Плисская волость           |
| 302 | 74  | Салтыково            | 9             | 7             | Плисская волость       | Плисская волость         | Плисская волость           |
| 303 | 75  | Самозвоново          | 5             | 3             | Плисская волость       | Плисская волость         | Плисская волость           |
| 304 | 76  | Сенютино             | 44            | 43            | Плисская волость       | Плисская волость         | Плисская волость           |
| 305 | 77  | Сивцево              | 8             | 3             | Плисская волость       | Плисская волость         | Плисская волость           |
| 306 | 78  | Смольники            | 40            | 23            | Плисская волость       | Плисская волость         | Плисская волость           |
| 307 | 79  | Смоляково            | 2             | 3             | Плисская волость       | Плисская волость         | Плисская волость           |
| 308 | 80  | Сомино               | 19            | 13            | Плисская волость       | Ловецкая волость         | Плисская волость           |
| 309 | 81  | Старый Двор          | 0             | 0             | Плисская волость       | Ловецкая волость         | Плисская волость           |
| 310 | 82  | Стрельниково         | 15            | 15            | Плисская волость       | Плисская волость         | Плисская волость           |
| 311 | 83  | Сукино               | 20            | 18            | Плисская волость       | Плисская волость         | Плисская волость           |
| 312 | 84  | Талакино             | 6             | 5             | Плисская волость       | Плисская волость         | Плисская волость           |
| 313 | 85  | Телицы               | 14            | 17            | Плисская волость       | Плисская волость         | Плисская волость           |
| 314 | 86  | Третьяково           | 11            | 6             | Плисская волость       | Плисская волость         | Плисская волость           |
| 315 | 87  | Турки-Перевоз        | 20            | 12            | Плисская волость       | Ловецкая волость         | Плисская волость           |
| 316 | 88  | Укрыто               | 5             | 9             | Плисская волость       | Плисская волость         | Плисская волость           |
| 317 | 89  | Урочище-Дубровка     | 128           | 106           | Плисская волость       | Плисская волость         | Плисская волость           |
| 318 | 90  | Уставное             | 35            | 34            | Плисская волость       | Ловецкая волость         | Плисская волость           |
| 319 | 91  | Ушаково              | 122           | 116           | Плисская волость       | Плисская волость         | Плисская волость           |
| 320 | 92  | Харланиха            | 1             | 0             | Плисская волость       | Ловецкая волость         | Плисская волость           |
| 321 | 93  | Холявино             | 13            | 13            | Плисская волость       | Плисская волость         | Плисская волость           |
| 322 | 94  | Цвилевка             | 13            | 4             | Плисская волость       | Плисская волость         | Плисская волость           |
| 323 | 95  | Шевлево              | 7             | 5             | Плисская волость       | Плисская волость         | Плисская волость           |
| 324 | 96  | Ширнево              | 30            | 28            | Плисская волость       | Плисская волость         | Плисская волость           |
| 325 | 97  | Шишилово             | 1             | 1             | Плисская волость       | Плисская волость         | Плисская волость           |
| 326 | 98  | Шульги               | 15            | 17            | Плисская волость       | Плисская волость         | Плисская волость           |
| 327 | 99  | Эндовино             | 21            | 18            | Плисская волость       | Плисская волость         | Плисская волость           |
| 328 | 100 | Юрово                | 4             | 6             | Плисская волость       | Ловецкая волость         | Плисская волость           |
| 329 | 101 | Язно                 | 77            | 68            | Плисская волость       | Ловецкая волость         | Плисская волость           |
| 330 | 102 | Ятмище               | 3             | 0             | Плисская волость       | Ловецкая волость         | Плисская волость           |
| 331 | 1   | Башмаково            | 14            | 16            | Туричинская волость    | Туричинская волость      | Туричинская волость        |
| 332 | 2   | Бисюрево             | 17            | 15            | Туричинская волость    | Туричинская волость      | Туричинская волость        |
| 333 | 3   | Боек                 | 3             | 2             | Туричинская волость    | Туричинская волость      | Туричинская волость        |
| 334 | 4   | Большие Кулиги       | 18            | 27            | Туричинская волость    | Туричинская волость      | Туричинская волость        |
| 335 | 5   | Борисково            | 4             | 0             | Туричинская волость    | Новохованская волость    | Новохованская волость      |
| 336 | 6   | Бородино             | 28            | 23            | Туричинская волость    | Туричинская волость      | Туричинская волость        |
| 337 | 7   | Брудово              | 7             | 6             | Туричинская волость    | Туричинская волость      | Туричинская волость        |
| 338 | 8   | Быково               | 8             | 6             | Туричинская волость    | Туричинская волость      | Туричинская волость        |
| 339 | 9   | Вильно               | 1             | 0             | Туричинская волость    | Туричинская волость      | Туричинская волость        |
| 340 | 10  | Глинчино             | 9             | 11            | Туричинская волость    | Туричинская волость      | Туричинская волость        |
| 341 | 11  | Голыни               | 26            | 14            | Туричинская волость    | Туричинская волость      | Туричинская волость        |
| 342 | 12  | Держитино            | 2             | 1             | Туричинская волость    | Новохованская волость    | Новохованская волость      |
| 343 | 13  | Доминиково           | 76            | 51            | Туричинская волость    | Туричинская волость      | Туричинская волость        |
| 344 | 14  | Дроздово             | 33            | 24            | Туричинская волость    | Новохованская волость    | Новохованская волость      |
| 345 | 15  | Дубинино             | 60            | 71            | Туричинская волость    | Новохованская волость    | Новохованская волость      |
| 346 | 16  | Дудки                | 5             | 7             | Туричинская волость    | Туричинская волость      | Туричинская волость        |
| 347 | 17  | Дудчино              | 8             | 20            | Туричинская волость    | Туричинская волость      | Туричинская волость        |
| 348 | 18  | Емельянково          | 8             | 5             | Туричинская волость    | Новохованская волость    | Новохованская волость      |
| 349 | 19  | Ермошино             | 13            | 21            | Туричинская волость    | Туричинская волость      | Туричинская волость        |
| 350 | 20  | Железница            | 5             | 3             | Туричинская волость    | Туричинская волость      | Туричинская волость        |
| 351 | 21  | Жулево               | 16            | 11            | Туричинская волость    | Туричинская волость      | Туричинская волость        |
| 352 | 22  | Завзноры             | 7             | 8             | Туричинская волость    | Туричинская волость      | Туричинская волость        |
| 353 | 23  | Залоги               | 17            | 12            | Туричинская волость    | Туричинская волость      | Туричинская волость        |
| 354 | 24  | Калинчино            | 5             | 4             | Туричинская волость    | Новохованская волость    | Новохованская волость      |
| 355 | 25  | Каменка              | 4             | 5             | Туричинская волость    | Туричинская волость      | Туричинская волость        |
| 356 | 26  | Карлово              | 1             | 1             | Туричинская волость    | Туричинская волость      | Туричинская волость        |
| 357 | 27  | Кармоленец           | 2             | 2             | Туричинская волость    | Туричинская волость      | Туричинская волость        |
| 358 | 28  | Клястица             | 38            | 42            | Туричинская волость    | Туричинская волость      | Туричинская волость        |
| 359 | 29  | Ковалиха             | 13            | 6             | Туричинская волость    | Туричинская волость      | Туричинская волость        |
| 360 | 30  | Козырево             | 8             | 4             | Туричинская волость    | Новохованская волость    | Новохованская волость      |
| 361 | 31  | Косцы                | 21            | 15            | Туричинская волость    | Туричинская волость      | Туричинская волость        |
| 362 | 32  | Кресты               | 15            | 14            | Туричинская волость    | Туричинская волость      | Туричинская волость        |
| 363 | 33  | Лахны                | 2             | 3             | Туричинская волость    | Новохованская волость    | Новохованская волость      |
| 364 | 34  | Лепешиха             | 6             | 4             | Туричинская волость    | Туричинская волость      | Туричинская волость        |
| 365 | 35  | Липовки              | 0             | 0             | Туричинская волость    | Новохованская волость    | Новохованская волость      |
| 366 | 36  | Литвиново            | 22            | 32            | Туричинская волость    | Туричинская волость      | Туричинская волость        |
| 367 | 37  | Лихолетье            | 15            | 13            | Туричинская волость    | Новохованская волость    | Новохованская волость      |
| 368 | 38  | Лутно                | 4             | 2             | Туричинская волость    | Туричинская волость      | Туричинская волость        |
| 369 | 39  | Малые Кулиги         | 0             | 2             | Туричинская волость    | Туричинская волость      | Туричинская волость        |
| 370 | 40  | Молокоедово          | 10            | 3             | Туричинская волость    | Туричинская волость      | Туричинская волость        |
| 371 | 41  | Мякинчино            | 10            | 12            | Туричинская волость    | Туричинская волость      | Туричинская волость        |
| 372 | 42  | Николаево            | 2             | 2             | Туричинская волость    | Новохованская волость    | Новохованская волость      |
| 373 | 43  | Новохованск          | 774           | 653           | Туричинская волость    | Новохованская волость    | Новохованская волость      |
| 374 | 44  | Носиково             | 5             | 6             | Туричинская волость    | Новохованская волость    | Новохованская волость      |
| 375 | 45  | Ольховец             | 3             | 4             | Туричинская волость    | Туричинская волость      | Туричинская волость        |
| 376 | 46  | Ордово               | 2             | 1             | Туричинская волость    | Туричинская волость      | Туричинская волость        |
| 377 | 47  | Осетки               | 6             | 6             | Туричинская волость    | Новохованская волость    | Новохованская волость      |
| 378 | 48  | Петюлино             | 1             | 0             | Туричинская волость    | Туричинская волость      | Туричинская волость        |
| 379 | 49  | Плетни               | 0             | 12            | Туричинская волость    | Туричинская волость      | Туричинская волость        |
| 380 | 50  | Погорелое            | 5             | 8             | Туричинская волость    | Туричинская волость      | Туричинская волость        |
| 381 | 51  | Половики             | 9             | 5             | Туричинская волость    | Новохованская волость    | Новохованская волость      |
| 382 | 52  | Пустки               | 14            | 13            | Туричинская волость    | Туричинская волость      | Туричинская волость        |
| 383 | 53  | Пушкарёво            | 14            | 12            | Туричинская волость    | Туричинская волость      | Туричинская волость        |
| 384 | 54  | Ратьково             | 5             | 4             | Туричинская волость    | Новохованская волость    | Новохованская волость      |
| 385 | 55  | Рогачево             | 4             | 1             | Туричинская волость    | Туричинская волость      | Туричинская волость        |
| 386 | 56  | Рожново              | 14            | 10            | Туричинская волость    | Туричинская волость      | Туричинская волость        |
| 387 | 57  | Рубанково            | 27            | 20            | Туричинская волость    | Туричинская волость      | Туричинская волость        |
| 388 | 58  | Руцелево             | 8             | 4             | Туричинская волость    | Новохованская волость    | Новохованская волость      |
| 389 | 59  | Савино               | 11            | 8             | Туричинская волость    | Туричинская волость      | Туричинская волость        |
| 390 | 60  | Стайки               | 180           | 150           | Туричинская волость    | Туричинская волость      | Туричинская волость        |
| 391 | 61  | Сухая                | 7             | 3             | Туричинская волость    | Новохованская волость    | Новохованская волость      |
| 392 | 62  | Тетеркино            | 13            | 9             | Туричинская волость    | Туричинская волость      | Туричинская волость        |
| 393 | 63  | Топоры               | 34            | 33            | Туричинская волость    | Новохованская волость    | Новохованская волость      |
| 394 | 64  | Туричино             | 589           | 511           | Туричинская волость    | Туричинская волость      | Туричинская волость        |
| 395 | 65  | Федьково             | 8             | 9             | Туричинская волость    | Новохованская волость    | Новохованская волость      |
| 396 | 66  | Филипцево            |               | 0             | Туричинская волость    | Туричинская волость      | Туричинская волость        |
| 397 | 67  | Харинец              | 17            | 10            | Туричинская волость    | Туричинская волость      | Туричинская волость        |
| 398 | 68  | Харны                | 23            | 16            | Туричинская волость    | Новохованская волость    | Новохованская волость      |
| 399 | 69  | Хватыня              | 0             | 2             | Туричинская волость    | Туричинская волость      | Туричинская волость        |
| 400 | 70  | Царево               | 20            | 35            | Туричинская волость    | Туричинская волость      | Туричинская волость        |
| 401 | 71  | Церковище            | 13            | 14            | Туричинская волость    | Новохованская волость    | Новохованская волость      |
| 402 | 72  | Черепы               | 12            | 9             | Туричинская волость    | Туричинская волость      | Туричинская волость        |
| 403 | 73  | Черные Стайки        | 8             | 4             | Туричинская волость    | Туричинская волость      | Туричинская волость        |
| 404 | 74  | Шекино               | 20            | 17            | Туричинская волость    | Туричинская волость      | Туричинская волость        |
| 405 | 1   | Акулино              | 8             | 8             | Усть-Долысская волость | Усть-Долысская волость   | Усть-Долысская волость     |
| 406 | 2   | Апанасенки           | 1             | 5             | Усть-Долысская волость | Усть-Долысская волость   | Усть-Долысская волость     |
| 407 | 3   | Асница               | 5             | 6             | Усть-Долысская волость | Трехалёвская волость     | Трехалёвская волость       |
| 408 | 4   | Бегуново             | 15            | 15            | Усть-Долысская волость | Усть-Долысская волость   | Усть-Долысская волость     |
| 409 | 5   | Белое                | 20            | 22            | Усть-Долысская волость | Трехалёвская волость     | Трехалёвская волость       |
| 410 | 6   | Богданово            | 8             | 7             | Усть-Долысская волость | Трехалёвская волость     | Трехалёвская волость       |
| 411 | 7   | Боево                | 27            | 24            | Усть-Долысская волость | Усть-Долысская волость   | Усть-Долысская волость     |
| 412 | 8   | Большое Овчино       | 3             | 1             | Усть-Долысская волость | Усть-Долысская волость   | Усть-Долысская волость     |
| 413 | 9   | Бороуха Кубецкая     | 27            | 28            | Усть-Долысская волость | Усть-Долысская волость   | Усть-Долысская волость     |
| 414 | 10  | Бороуха Ловецкая     | 5             | 2             | Усть-Долысская волость | Усть-Долысская волость   | Усть-Долысская волость     |
| 415 | 11  | Боярское             | 4             | 3             | Усть-Долысская волость | Усть-Долысская волость   | Усть-Долысская волость     |
| 416 | 12  | Бурмакино            | 9             | 9             | Усть-Долысская волость | Трехалёвская волость     | Трехалёвская волость       |
| 417 | 13  | Васильки             | 2             | 2             | Усть-Долысская волость | Трехалёвская волость     | Трехалёвская волость       |
| 418 | 14  | Водача-1             | 0             | 0             | Усть-Долысская волость | Усть-Долысская волость   | Усть-Долысская волость     |
| 419 | 15  | Высокое              | 18            | 11            | Усть-Долысская волость | Трехалёвская волость     | Трехалёвская волость       |
| 420 | 16  | Горка                | 21            | 15            | Усть-Долысская волость | Усть-Долысская волость   | Усть-Долысская волость     |
| 421 | 17  | Горушка              | 16            | 14            | Усть-Долысская волость | Усть-Долысская волость   | Усть-Долысская волость     |
| 422 | 18  | Демешково            | 9             | 8             | Усть-Долысская волость | Усть-Долысская волость   | Усть-Долысская волость     |
| 423 | 19  | Деришино             | 27            | 18            | Усть-Долысская волость | Трехалёвская волость     | Трехалёвская волость       |
| 424 | 20  | Дмитрово             | 4             | 1             | Усть-Долысская волость | Усть-Долысская волость   | Усть-Долысская волость     |
| 425 | 21  | Долыссы              | 8             | 5             | Усть-Долысская волость | Усть-Долысская волость   | Усть-Долысская волость     |
| 426 | 22  | Житки                | 9             | 6             | Усть-Долысская волость | Усть-Долысская волость   | Усть-Долысская волость     |
| 427 | 23  | Жуково               | 13            | 21            | Усть-Долысская волость | Усть-Долысская волость   | Усть-Долысская волость     |
| 428 | 24  | Завруи               | 48            | 60            | Усть-Долысская волость | Усть-Долысская волость   | Усть-Долысская волость     |
| 429 | 25  | Зайцево              | 11            | 4             | Усть-Долысская волость | Трехалёвская волость     | Трехалёвская волость       |
| 430 | 26  | Залавочье            | 14            | 9             | Усть-Долысская волость | Усть-Долысская волость   | Усть-Долысская волость     |
| 431 | 27  | Замошица Канашовская | 9             | 9             | Усть-Долысская волость | Усть-Долысская волость   | Усть-Долысская волость     |
| 432 | 28  | Замошица Кубецкая    | 6             | 3             | Усть-Долысская волость | Усть-Долысская волость   | Усть-Долысская волость     |
| 433 | 29  | Замошье              | 6             | 8             | Усть-Долысская волость | Трехалёвская волость     | Трехалёвская волость       |
| 434 | 30  | Заречье              | 1             | 7             | Усть-Долысская волость | Трехалёвская волость     | Трехалёвская волость       |
| 435 | 31  | Иванцево Канашовское | 5             | 2             | Усть-Долысская волость | Усть-Долысская волость   | Усть-Долысская волость     |
| 436 | 32  | Иванцево Кубецкое    | 23            | 15            | Усть-Долысская волость | Усть-Долысская волость   | Усть-Долысская волость     |
| 437 | 33  | Ильенки              | 3             | 2             | Усть-Долысская волость | Трехалёвская волость     | Трехалёвская волость       |
| 438 | 34  | Кислое               | 1             | 1             | Усть-Долысская волость | Трехалёвская волость     | Трехалёвская волость       |
| 439 | 35  | Ковалево             | 8             | 11            | Усть-Долысская волость | Усть-Долысская волость   | Усть-Долысская волость     |
| 440 | 36  | Конново              | 4             | 6             | Усть-Долысская волость | Трехалёвская волость     | Трехалёвская волость       |
| 441 | 37  | Копачево             | 8             | 6             | Усть-Долысская волость | Усть-Долысская волость   | Усть-Долысская волость     |
| 442 | 38  | Краснобаиха          | 14            | 11            | Усть-Долысская волость | Трехалёвская волость     | Трехалёвская волость       |
| 443 | 39  | Кубок                | 40            | 32            | Усть-Долысская волость | Усть-Долысская волость   | Усть-Долысская волость     |
| 444 | 40  | Курилиха             | 14            | 26            | Усть-Долысская волость | Усть-Долысская волость   | Усть-Долысская волость     |
| 445 | 41  | Ласино               | 8             | 11            | Усть-Долысская волость | Усть-Долысская волость   | Усть-Долысская волость     |
| 446 | 42  | Ломы                 | 4             | 3             | Усть-Долысская волость | Усть-Долысская волость   | Усть-Долысская волость     |
| 447 | 43  | Лоповка              | 8             | 7             | Усть-Долысская волость | Усть-Долысская волость   | Усть-Долысская волость     |
| 448 | 44  | Лужи                 | 5             | 7             | Усть-Долысская волость | Трехалёвская волость     | Трехалёвская волость       |
| 449 | 45  | Малое Овчино         | 2             | 2             | Усть-Долысская волость | Усть-Долысская волость   | Усть-Долысская волость     |
| 450 | 46  | Мотовилиха           | 10            | 9             | Усть-Долысская волость | Усть-Долысская волость   | Усть-Долысская волость     |
| 451 | 47  | Мумино               | 2             | 2             | Усть-Долысская волость | Усть-Долысская волость   | Усть-Долысская волость     |
| 452 | 48  | Мыленки              | 29            | 26            | Усть-Долысская волость | Трехалёвская волость     | Трехалёвская волость       |
| 453 | 49  | Нарично              | 8             | 5             | Усть-Долысская волость | Трехалёвская волость     | Трехалёвская волость       |
| 454 | 50  | Никониха             | 47            | 43            | Усть-Долысская волость | Трехалёвская волость     | Трехалёвская волость       |
| 455 | 51  | Овсянчино            | 3             | 0             | Усть-Долысская волость | Усть-Долысская волость   | Усть-Долысская волость     |
| 456 | 52  | Осовик               | 7             | 9             | Усть-Долысская волость | Трехалёвская волость     | Трехалёвская волость       |
| 457 | 53  | Переволока           | 2             | 5             | Усть-Долысская волость | Усть-Долысская волость   | Усть-Долысская волость     |
| 458 | 54  | Плиговки             | 3             | 3             | Усть-Долысская волость | Трехалёвская волость     | Трехалёвская волость       |
| 459 | 55  | Подмолодье           | 39            | 48            | Усть-Долысская волость | Усть-Долысская волость   | Усть-Долысская волость     |
| 460 | 56  | Пономарево           | 30            | 23            | Усть-Долысская волость | Трехалёвская волость     | Трехалёвская волость       |
| 461 | 57  | Прудины              | 7             | 12            | Усть-Долысская волость | Усть-Долысская волость   | Усть-Долысская волость     |
| 462 | 58  | Пунище               | 7             | 4             | Усть-Долысская волость | Трехалёвская волость     | Трехалёвская волость       |
| 463 | 59  | Пустыньки            | 2             | 3             | Усть-Долысская волость | Трехалёвская волость     | Трехалёвская волость       |
| 464 | 60  | Пыги                 | 3             | 7             | Усть-Долысская волость | Усть-Долысская волость   | Усть-Долысская волость     |
| 465 | 61  | Ровное               | 16            | 16            | Усть-Долысская волость | Усть-Долысская волость   | Усть-Долысская волость     |
| 466 | 62  | Рожново              | 13            | 16            | Усть-Долысская волость | Усть-Долысская волость   | Усть-Долысская волость     |
| 467 | 63  | Рукавец              | 99            | 94            | Усть-Долысская волость | Трехалёвская волость     | Трехалёвская волость       |
| 468 | 64  | Рытовка              | 10            | 7             | Усть-Долысская волость | Трехалёвская волость     | Трехалёвская волость       |
| 469 | 65  | Самриниха            | 4             | 4             | Усть-Долысская волость | Усть-Долысская волость   | Усть-Долысская волость     |
| 470 | 66  | Сахарово             | 2             | 1             | Усть-Долысская волость | Усть-Долысская волость   | Усть-Долысская волость     |
| 471 | 67  | Светлое              | 9             | 5             | Усть-Долысская волость | Трехалёвская волость     | Трехалёвская волость       |
| 472 | 68  | Сельцы               | 29            | 26            | Усть-Долысская волость | Усть-Долысская волость   | Усть-Долысская волость     |
| 473 | 69  | Сигово               | 5             | 5             | Усть-Долысская волость | Усть-Долысская волость   | Усть-Долысская волость     |
| 474 | 70  | Синичино             | 11            | 10            | Усть-Долысская волость | Усть-Долысская волость   | Усть-Долысская волость     |
| 475 | 71  | Слуки                | 5             | 7             | Усть-Долысская волость | Усть-Долысская волость   | Усть-Долысская волость     |
| 476 | 72  | Старое               | 16            | 13            | Усть-Долысская волость | Усть-Долысская волость   | Усть-Долысская волость     |
| 477 | 73  | Студенец             | 92            | 96            | Усть-Долысская волость | Трехалёвская волость     | Трехалёвская волость       |
| 478 | 74  | Сухановка            | 1             | 3             | Усть-Долысская волость | Трехалёвская волость     | Трехалёвская волость       |
| 479 | 75  | Таланкино            | 38            | 36            | Усть-Долысская волость | Усть-Долысская волость   | Усть-Долысская волость     |
| 480 | 76  | Трехалёво            | 186           | 186           | Усть-Долысская волость | Трехалёвская волость     | Трехалёвская волость       |
| 481 | 77  | Устиново             | 4             | 5             | Усть-Долысская волость | Трехалёвская волость     | Трехалёвская волость       |
| 482 | 78  | Усть-Долыссы         | 1237          | 1138          | Усть-Долысская волость | Усть-Долысская волость   | Усть-Долысская волость     |
| 483 | 79  | Уща-Река             | 4             | 4             | Усть-Долысская волость | Усть-Долысская волость   | Усть-Долысская волость     |
| 484 | 80  | Федьково             | 14            | 8             | Усть-Долысская волость | Трехалёвская волость     | Трехалёвская волость       |
| 485 | 81  | Фенево               | 36            | 38            | Усть-Долысская волость | Трехалёвская волость     | Трехалёвская волость       |
| 486 | 82  | Хомчиха              | 3             | 8             | Усть-Долысская волость | Усть-Долысская волость   | Усть-Долысская волость     |
| 487 | 83  | Червоеды             | 43            | 35            | Усть-Долысская волость | Усть-Долысская волость   | Усть-Долысская волость     |
| 488 | 84  | Чернецово            | 148           | 112           | Усть-Долысская волость | Усть-Долысская волость   | Усть-Долысская волость     |
| 489 | 85  | Яковлево             | 3             | 3             | Усть-Долысская волость | Трехалёвская волость     | Трехалёвская волость       |